# Psaume 123 (122)
Le psaume 123 (122 selon la numérotation grecque) est l'un des quinze cantiques des degrés.

## Texte
| verset | original hébreu                                                                                | traduction française de Louis Segond | Vulgate latine |
| ------ | ---------------------------------------------------------------------------------------------- | --- | --- |
| 1      | שִׁיר, הַמַּעֲלוֹת:אֵלֶיךָ, נָשָׂאתִי אֶת-עֵינַי-- הַיֹּשְׁבִי, בַּשָּׁמָיִם                                                 | [Cantique des degrés.] Je lève mes yeux vers toi, qui sièges dans les cieux. | [Canticum graduum] Ad te levavi oculos meos qui habitas in cælo                                                                                                   |
| 2      | הִנֵּה כְעֵינֵי עֲבָדִים, אֶל-יַד אֲדוֹנֵיהֶם--כְּעֵינֵי שִׁפְחָה, אֶל-יַד גְּבִרְתָּהּ:כֵּן עֵינֵינוּ, אֶל-יְהוָה אֱלֹהֵינוּ-- עַד, שֶׁיְּחָנֵּנוּ | Voici, comme les yeux des serviteurs sont fixés sur la main de leurs maîtres, et les yeux de la servante sur la main de sa maîtresse, ainsi nos yeux se tournent vers l’Éternel, notre Dieu, jusqu’à ce qu’il ait pitié de nous. | Ecce sicut oculi servorum in manibus dominorum suorum sicut oculi ancillæ in manibus dominæ eius ita oculi nostri ad Dominum Deum nostrum donec misereatur nostri |
| 3      | חָנֵּנוּ יְהוָה חָנֵּנוּ: כִּי-רַב, שָׂבַעְנוּ בוּז                                                               | Aie pitié de nous, Éternel, aie pitié de nous ! Car nous sommes assez rassasiés de mépris ; | Miserere nostri Domine miserere nostri quia multum repleti sumus despectione                                                                                      |
| 4      | רַבַּת, שָׂבְעָה-לָּהּ נַפְשֵׁנוּ:הַלַּעַג הַשַּׁאֲנַנִּים; הַבּוּז, לגאיונים )לִגְאֵי יוֹנִים)                                   | Notre âme est assez rassasiée des moqueries des orgueilleux, du mépris des hautains. | Quia multum repleta est anima nostra obprobrium abundantibus et despectio superbis                                                                                |

## Usages liturgiques

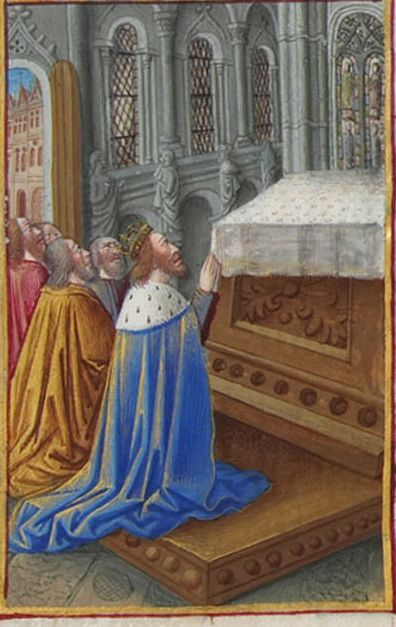
Miniature illustrant le psaume 123, Le Sauveur d'Israël, dans Les Très Riches Heures du duc de Berry, musée Condé. David priant devant un autel et entouré de quatre personnages symbolisant le peuple en danger

### Dans le judaïsme
Le psaume 123 est récité après la Michna entre Souccot et le Shabbat Hagadol. Le troisième verset du psaume fait partie du dernier paragraphe du Tahanoun régulier.

### Dans le christianisme

#### Chez les catholiques
Depuis le haut Moyen Âge, ce psaume était traditionnellement exécuté lors de l'office de sexte de la semaine, à savoir du mardi jusqu'au samedi, d'après la règle de saint Benoît fixée vers 530.
Le verset III se trouve dans l'hymne Te Deum, verset VIII. 
Dans la liturgie des Heures actuelle, le psaume 123 est récité ou chanté aux vêpres le lundi de la troisième semaine, de même que le psaume qui le suit. Dans la liturgie de la messe, il est lu le troisième dimanche du temps ordinaire de l’année B.

## Mise en musique
- En 1683, en entrant au service du roi Louis XIV, Michel-Richard de Lalande composa son motet Ad te levavi oculos meos (S.6) pour les offices de la chapelle royale du château de Versailles.

En 1690, Marc-Antoine Charpentier mit en musique le "Nisi quia Dominus" (Psaume 124 (123), qui est en réalité le psaume suivant dans la nomenclature des psaumes). Composé pour chœur, soli et basse continue, il est numéroté H.217 dans le catalogue des œuvres de Charpentier.